# CUTA
CUTA (англ. CutA divalent cation tolerance homolog) – білок, який кодується однойменним геном, розташованим у людей на 6-й хромосомі. Довжина поліпептидного ланцюга білка становить 179 амінокислот, а молекулярна маса — 19 116.
| 10         |  | 20         |  | 30         |  | 40         |  | 50         |
| ---------- |  | ---------- |  | ---------- |  | ---------- |  | ---------- |
| MSGGRAPAVL |  | LGGVASLLLS |  | FVWMPALLPV |  | ASRLLLLPRV |  | LLTMASGSPP |
| TQPSPASDSG |  | SGYVPGSVSA |  | AFVTCPNEKV |  | AKEIARAVVE |  | KRLAACVNLI |
| PQITSIYEWK |  | GKIEEDSEVL |  | MMIKTQSSLV |  | PALTDFVRSV |  | HPYEVAEVIA |
| LPVEQGNFPY |  | LQWVRQVTES |  | VSDSITVLP  |  |            |  |            |

A: Аланін

C: Цистеїн

D: Аспарагінова кислота

E: Глутамінова кислота

F: Фенілаланін

G: Гліцин

H: Гістидин

I: Ізолейцин

K: Лізин

L: Лейцин

M: Метіонін

N: Аспарагін

P: Пролін

Q: Глутамін

R: Аргінін

S: Серин

T: Треонін

V: Валін

W: Триптофан

Задіяний у такому біологічному процесі, як альтернативний сплайсинг. 